# (6348) 1995 CH1
(6348) 1995 CH1 es un asteroide perteneciente al cinturón de asteroides, región del sistema solar que se encuentra entre las órbitas de Marte y Júpiter, descubierto el 3 de febrero de 1995 por Seiji Ueda y el astrónomo Hiroshi Kaneda desde el Kushiro Marsh Observatory, Hokkaido, Japón.

## Designación y nombre
Designado provisionalmente como 1995 CH1.

## Características orbitales
1995 CH1 está situado a una distancia media del Sol de 2,451 ua, pudiendo alejarse hasta 2,783 ua y acercarse hasta 2,120 ua. Su excentricidad es 0,135 y la inclinación orbital 4,935 grados. Emplea 1401,92 días en completar una órbita alrededor del Sol.

## Características físicas
La magnitud absoluta de 1995 CH1 es 13,6. Tiene 4,726 km de diámetro y su albedo se estima en 0,455.